# 니콜라 뤼크네르
니콜라 뤼크네르 혹은 루크너 백작 니콜라우스(Nikolaus, Count Luckner, 1722년 1월 12일 ~ 1794년 1월 4일)는 독일 출신의 프랑스 군인으로 이후 프랑스 원수가 되었다(그의 이름은 프랑스어로는 니콜라(Nicolas), 독일어로는 니콜라우스(Nikolaus)이다).

## 생애
뤼크네르는 동부 바이에른의 햠(Cham)에서 성장해 파사우의 예수회 수도원에 들어가 초기 전문교육을 받았다. 프랑스에 들어가 근무하기 전에는 바이에른, 네덜란드와 하노버 군에 들어가 시간을 보냈다. 뤼크네르는 7년 전쟁 기간 동안 후사르의 사령관이 되어 프랑스를 상대로 싸웠다. 1763년 프랑스군에 들어간 뒤 중장이 되었다. 1778년 루이 16세에 의해 남작의 작위를 수여 받았고, 1784년 덴마크 왕에게서 백작의 작위를 수여 받았다.
프랑스 혁명이 발발하자 뤼크네르는 혁명정부를 지지해 1791년 프랑스 원수에 오르게 되었다. 1792년 뤼크네르는 라인군(Army of the Rhine) 사령관이 되어 첫 임무를 시작했다. 이때 클로드 조제프 루제 드 릴은 라인군의 행진가 로써 라인군을 위한 전투가(Chant de guerre de l'armée du Rhin ;War Song of the Army of the Rhine)을 작사, 작곡해 사령관 뤼크네르에게 헌정했다. 후에 이 곡이 프랑스 국가 라 마르세예즈가 되었다.
그 후 북부군(Armée du Nord) 사령관이 된 뤼크네르는 플랑드르의 메난(Menen) 및 코르트레이크(Kortrijk) 도시를 공략했으나 실패하고 릴 방향으로 퇴각했다. 이후 라파예트가 망명한 후 뤼크네르는 샤롱쉬르샹파뉴(Châlons-sur-Marne)의 예비군을 창설하는 임무를 맡은 총사령관이 되었다.
그러나 국민 공회는 뤼크네르의 해임을 생각하고, 피에르 쇼데를로 드 라클로에게 뤼크네르를 보좌시킨 뒤, 얼마 안가 그를 대신할 것을 명령했다. 뤼크네르는 당시 70세의 고령임에도 불구하고, 면직에 항의를 위해 파리로 향했다.
그는 체포되어 혁명 재판소(Revolutionary Tribunal)에 의해 사형을 선고 받았다. 1794년 뤼크네르는 파리에서 기요틴에 의해 처형되었다.
출생지 햠 시에서는 도시에서 가장 유명했던 뤼크네르(독일어:니콜라우스 그라프 폰 루크너(Nikolaus Graf von Luckner)를 기념해 매일 p.m 12:05 시청사의 카리용(carillon)이 "라 마르세예즈"를 연주한다.
뤼크네르는 펠릭스 폰 루크너(Felix von Luckner) 백작의 증조부로써 루크너는 제1차 세계대전 당시 독일의 해군장교로써 유명한 상선습격선 SMS 제아드러(SMS Seeadler)의 사령관이었다.
그는 크룸벡 장원(Krummbek Manor)의 소유자이기도 하다.

## 참고
- La révolution française, dictionnaire biographique de Claude Manceron, Renaudot et Cie, 1989
- Theodor Heuss, Der Marschall aus der Oberpfalz, dans Schattenbeschwörung, Tübingen, 1948.